# Jean Ziegler

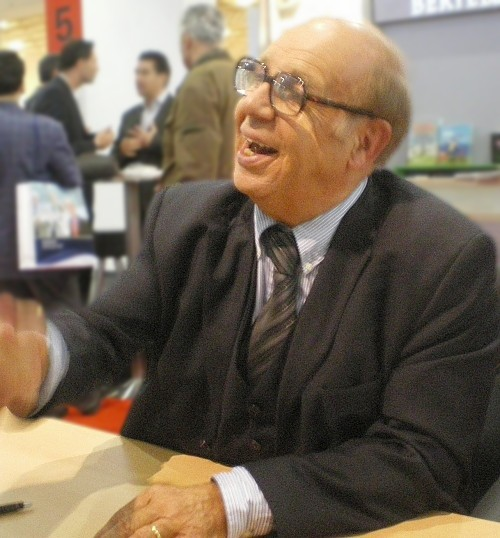
Jean Ziegler en la feria del libro de Fránkfurt de 2009.

Jean Ziegler (Thun, Suiza, 19 de abril de 1934) fue Relator Especial de ONU para el Derecho a la Alimentación entre 2000 y 2008. Actualmente es vicepresidente del Comité Asesor del Consejo de Derechos Humanos de Naciones Unidas. Es profesor de sociología en la Universidad de Ginebra y la Sorbona, París. Es Doctor en Derecho y Ciencias Económicas y Sociales por la Universidad de Berna.

## Biografía
Fue miembro del parlamento federal suizo desde 1981 a 1999. Hijo de un juez de Interlaken, está casado con la ciudadana egipcia Wédad Zénié. Coincidió en 1964 con el Che Guevara, al que sirvió como chófer durante una visita del primero a Ginebra con motivo de la Conferencia del Azúcar.
Es autor de numerosos libros, incluyendo El oro nazi, el cual detalla el papel de los banqueros suizos en la retención ilegal de las cuentas inactivas de los judíos víctimas del Holocausto. También sostiene que Suiza es responsable de la prolongación de la Segunda Guerra Mundial por su papel reciclando el oro nazi robado a los países conquistados.

## Posiciones
En 1998, testificó ante la Comisión Bancaria del Senado de Estados Unidos en Washington, respaldando la demanda del Congreso Mundial Judío contra los bancos suizos. Por estas vistas y su defensa de las víctimas judías, tuvo que librar numerosas batallas judiciales en Europa emprendidas contra él por los bancos, como fue ampliamente comentado por la prensa.
En junio de 2012, en relación con la deuda externa de los países, entre ellos España, Ziegler declaró que era una deuda odiosa ya que vivimos en un orden mundial criminal y caníbal, donde las pequeñas oligarquías del capital financiero deciden de forma legal quién va a morir de hambre y quién no. Por tanto, estos especuladores financieros deben ser juzgados y condenados, reeditando una especie de Tribunal de Núremberg, España no debería pagar su deuda porque es delictiva e ilegítima.
Según Jean Ziegler, "el lobby nuclear ha conseguido que la OMS renuncie a ocuparse de las víctimas de las catástrofes atómicas".

## Publicaciones

### Libros publicados
- 1966 - Sociología de la nueva África
- 1966 - Una Suiza por encima de toda sospecha
- 1967 - La contrarrevolución en África
- 1976 - Los vivos y la muerte
- 1978 - Saqueo en África
- 1987 - Viva el poder. Crítica de la razón de Estado
- 1988 - La victoria de los vencidos
- 1990 - Suiza lava más blanco
- 1997 - El oro nazi
- 1998 - Los señores del crimen. Las nuevas mafias contra la democracia
- 2000 - El hambre en el mundo explicada a mi hijo (con Gilles Perrault y Maurice Cury)
- 2002 - El libro negro del capitalismo
- 2004 - Los nuevos amos del mundo y aquellos que se les resisten
- 2004 - ¿Qué es la globalización? (con Ignacio Ramonet, Joseph Stiglitz, Ha-Joon Chang, René Passet y Serge Halimi)
- 2006 - El imperio de la vergüenza
- 2010 - El odio a occidente[2]
- 2012 - Destrucción Masiva. Geopolítica del hambre
- 2016 - Hay que cambiar el mundo

### Artículos
- La mala elección de Kofi Annan 2000
- La esquizofrenia de Naciones Unidas: Una lucha sin medios contra el hambre 2001